# مایک باور
مایک باور (انگلیسی: Maik Baier؛ زادهٔ ۲۰ ژوئن ۱۹۸۹) ورزشکار دوچرخه‌سواری اهل آلمان است.